# Iwan Groeneveld
Ivan Gerardo (Iwan) Groeneveld (Aruba, 14 september 1946)  is een Arubaans-Nederlands zanger. Hij was lid van de Nederlandse soulformatie Swinging Soul Machine en zong in de jaren 1970 in het zangduo Spooky and Sue. Hij was ook lid van The Surfers, bekendste hit was Windsurfin'.

## Varia
- Naar zijn bijnaam 'Spooky' wordt met enige ironie verwezen in Swinging Soul Machine's instrumentale hit 'Spooky's Day-Off'.